# 구글 그룹스
구글 그룹스(영어: Google Groups)는 인터넷 포럼을 지원하는 구글의 한 서비스이며 일상 관심사에 기초한 수많은 유즈넷 뉴스그룹을 포함하고 있다. 구글 그룹스에 가입하는 데 비용이 들지 않으며 수많은 그룹은 익명으로 되어 있다. 관심사에 관련한 사용자들은 웹 인터페이스나 전자 메일을 통하여 스레드 방식의 회화에 참가할 수 있다. 또, 이 사용자들은 새로운 그룹을 시작할 수도 있다. 구글 그룹스는 1981년부터 지금까지의 유즈넷 뉴스그룹 글들을 보관하고 있으며 유즈넷 그룹에 글을 쓰고 글을 읽을 수 있는 기능을 지원한다. 사용자들은 호스팅 메일 서버의 위치에 관계 없이 전자 메일 목록을 위한 메일링 리스트를 구축할 수도 있다.

## 차단
구글 그룹스는 터키 법정 판단에 따라 2008년 4월 10일에 튀르키예에서 차단되었다. 가디언에 따르면 아드난 오크타르가 이 서비스를 통해 명예 훼손을 당하였다는 판단에 따라 법정이 구글 그룹스를 차단하였다고 하였다.

## 같이 보기
- 빅텐트 그룹스
- 야후! 그룹스 (패쇄)
- MSN 그룹스 (폐쇄)